# Lieskanaal

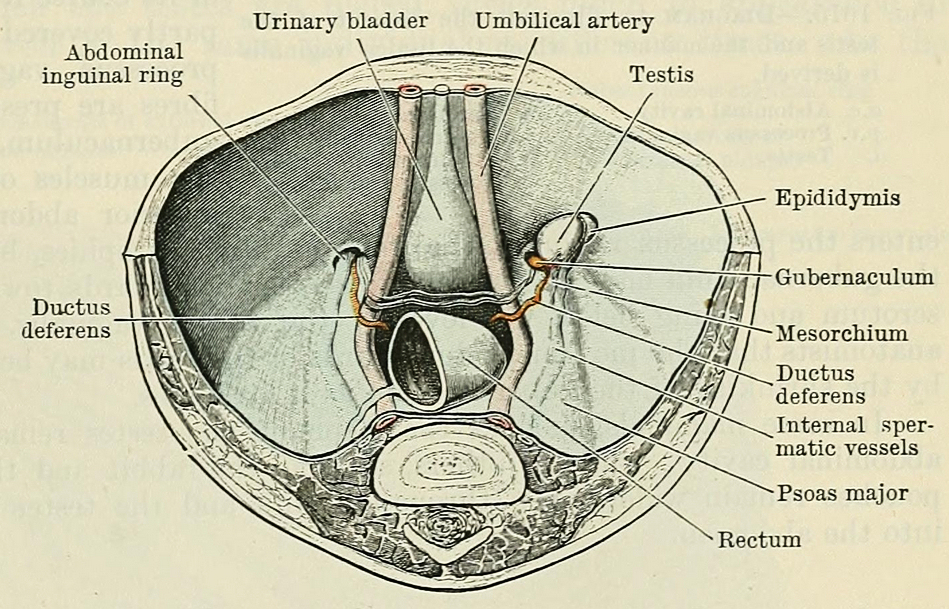
Lieskanaal. Ingang lieskanaal = Inguinal ring

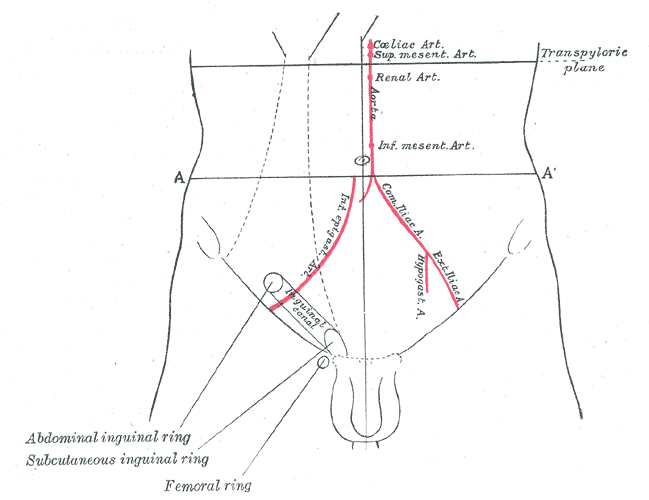
Ligging lieskanaal bij de man

Het lieskanaal of de canalis inguinalis is een anatomische structuur die bij zoogdieren voorkomt, waaronder de mens. Er ligt er een links en een rechts. Bij de mannelijke individuen loopt de zaadstreng er doorheen, de funiculus spermaticus, die van de testikel naar de buikholte loopt. De zaadstreng bestaat onder andere uit de arteria testicularis, de vena testicularis, de ramus genitalis nervi genitofemoralis en de ductus deferens.
Het is een schuine poort in de buikwand die boven het ligamentum inguinale ligt, het ligament van Poupart, en die van dieper lateraal, boven gelegen, naar oppervlakkig mediaal, beneden gelegen loopt, tussen twee lagen van de spierfascie van de buikspieren door. Bij mannen kan men het palperen door voorzichtig een stuk scrotumhuid in te stulpen en met de vinger de zaadstreng naar binnen te volgen.
Vrouwen hebben overigens ook een lieskanaal, maar minder sterk ontwikkeld, waarin zich een ligament, het ligamentum teres uteri, bevindt, dat in de buitenste schaamlip, het labium majus, eindigt. Het ligamentum teres uteri is een restant van het gubernaculum, dat gedurende de embryonale ontwikkeling een rol speelt bij het indalen van zowel de testikels als de eierstokken.
De betekenis van het lieskanaal is dat het behalve de passage voor de afdalende testikel en de zaadstreng ook een zwakke plek in de buikwand is, wat op verschillende manieren medische gevolgen kan hebben. Een darmlis kan via het lieskanaal naar buiten stulpen en in het scrotum terechtkomen: de liesbreuk of hernia inguinalis. Dit brengt de bloedvoorziening van de darmen in gevaar.